# Paranova
A Paranova magyar alternatív rock/rock and roll zenekar.

## Diszkográfia
Demók
- Staféta (2005)
- Egy próbát megér (2005)
- Az utolsó első (2006)

EP-k
- Egynull (2008)
- Felejtéselmélet (2010)

## Tagok
- Kuti Anna – ének
- Bauer Attila – dob
- Sólyom Dániel – gitár
- Rónai Péter – basszusgitár
- Kuti András – gitár